# Кастијоне
Кастијоне (фр. Castillonnès) насеље је и општина у југозападној Француској у региону Аквитанија, у департману Лот и Гарона која припада префектури Вилнев сир Лот.
По подацима из 2011. године у општини је живело 1397 становника, а густина насељености је износила 72,01 становника/km². Општина се простире на површини од 19,4 km². Налази се на средњој надморској висини од 131 метар (максималној 145 m, а минималној 62 m).

## Демографија
| 1962. | 1968. | 1975. | 1982. | 1990. | 1999. | 2011. |
| ----- | ----- | ----- | ----- | ----- | ----- | ----- |
| 1.292 | 1.408 | 1.353 | 1.382 | 1.424 | 1.325 | 1.397 |

График промене броја становника у току последњих година